# پریسا بهزادی
پریسا بهزادی دارای مدرک لیسانس حقوق قضایی و وکیل پایه یک دادگستری است، وی از رکوردداران قدیم ماده پرتاب وزنه ایران است که تا پیش از حضور لیلا رجبی در ایران، رکورددار این ماده با پرتابی با ۱۴ متر و ۵ سانت محسوب می‌شد.
او از سال ۷۷ تا ۸۴ عضو تیم ملی دوومیدانی ایران بوده و حدود ۹ سال نفر اول دوومیدانی ایران در ماده پرتاب وزنه بوده‌است. «بهزادی» دارای مدرک مربیگری و داوری در درجه ۲ و ۳ است و مربی عالی بدنسازی از کمیته ملی المپیک است. در سال ۱۳۹۴ نام پریسا بهزادی به عنوان اولین مدیر برتر بانوان ورزش کشور مطرح شده‌است.
همچنین وی مربیگری دوومیدانی در فدراسیون‌های ناشنوایان و نابینایان را برعهده داشته‌است و موفق شده با تیم نابینایان به مقام سوم جهان دست پیدا کند و در پارالمپیک لندن نیز شاگردانش موفق به کسب سهمیه شدند.
او همچنین عضو کمیسیون حقوق ورزشی و وکیل کمیته ملی المپیک است و داوری در مقاطع کشوری، بین‌المللی در ورزش جانبازان و معلولین به مدت ۱۰ سال را برعهده دارد. نکته دیگر در خصوص «بهزادی» اینکه او نخستین دختر اعزامی ایران به مسابقات برون مرزی آسیایی و قهرمانی آسیا است. بهزادی در فروردین ۹۲ از سوی رئیس فدراسیون دوومیدانی ایران به عنوان سرپرست نائب رئیس بانوان فدراسیون دوومیدانی منصوب شد. او همسر علیرضا استکی مربی بوکس ایران است.